# Кирдяшов, Андрей Павлович
Андрей Павлович Кирдяшов (род. 28 января 1966, Лениногорск, Татарская АССР) — советский и российский хоккеист, нападающий. Заслуженный тренер России (2008).

## Биография
Воспитанник лениногорского хоккея. Победитель турнира «Золотая шайба» (1980, «Нефтяник» Лениногорск). В сезонах 1982/83 — 1985/86 играл во второй лиге за «Спутник» Альметьевск. В 1985 году из-за перелома шейного позвонка завершил профессиональную карьеру. Выступал за «Нефтехимик» Нижнекамск в турнире КФК за право играть во 2-й лиге (1988), «Нефтяник» Лениногорск (1996—1997).
Окончил Волгоградский государственный университет физической культуры (1995), Высшую школу тренеров при СПб ГУФК им. П. Ф. Лесгафта (2006).
Тренер (1997—1999, 2000), главный тренер (1999 — до 13 ноября, 2000 — и. о. до 1 января 2001, 2001—2008) «Нефтяника» Лениногорск. Главный тренер команд «Южный Урал» (2008/09 — 2009/10, 2013/14 — 2014/15), «Крылья Советов» (2010/11, до 8 ноября), «Сарыарка» (2011/12 — 2012/13), «Спутник» Нижний Тагил (2015/16 — 2016/17), «Рубин» (2017/18), «Чэнтоу» (2018/19), «Ермак» (2019/20), ЦСК ВВС (2021/22).
Бронзовый призёр чемпионата Казахстана (2011/12), победитель регулярного чемпионата ВХЛ (2012/13), финалист Кубка Братины (2013).